# 韋氏雜色脂鯉
韋氏雜色脂鯉，為輻鰭魚綱脂鯉目脂鯉亞目頂器脂鯉科的其一種，分布於南美洲Solimões河、黑河及奧里諾科河上游流域，體長可達4公分，棲息在底中層水域，生活習性不明，可作為觀賞魚。